# Eogyrinus
Eogyrinus (från grekiskan eos, som betyder gryning och gyrinos betyder grodyngel), var en av de största amfibier som levat och rörde sig genom att snabbt slå med den långa svansen genom vattnen från sida till sida. Den kan ha varit ett rovdjur som lurat på sitt byte på grunt vatten, ungefär som vår tids krokodiler gör. Fast den förmodligen var bättre anpassad till att jaga i vatten, kunde Eogyrinus antagligen kasta sig upp för att angripa byte som rörde sig på land nära vattenbrynet.
Den kunde bli upp till 4,6 meter lång. Fossil av Eogyrinus har hittats i England.